# 巴约勒
巴约勒（法語：Bailleul，發音：[bajœl] ⓘ；法国弗拉芒方言：Belle），法国北部城市，上法兰西大区北部省的一个市镇，隶属于敦刻尔克区，其市镇面积为43.42平方公里，2022年1月1日时人口数量为14,734人，在法国市镇中排名第639位。
巴约勒位于北部省中北部，与比利时弗拉芒大区接壤，是一个区域性的中心城市，连接里尔和加来及敦刻尔克之间的铁路由此通过，另有多条公路在此交汇。法国植物学家菲利普·范蒂盖姆和导演布魯諾·杜蒙出生于巴约勒。

## 地名来源
“巴约勒”一名最初于公元11世纪以“Badgiole”的形式被记载，其名称来源于拉丁语单词“balliculum”，意为“篱笆、栅栏”。法国北部的索姆省境内亦有同名市镇，其名称来源与之相同。

## 历史

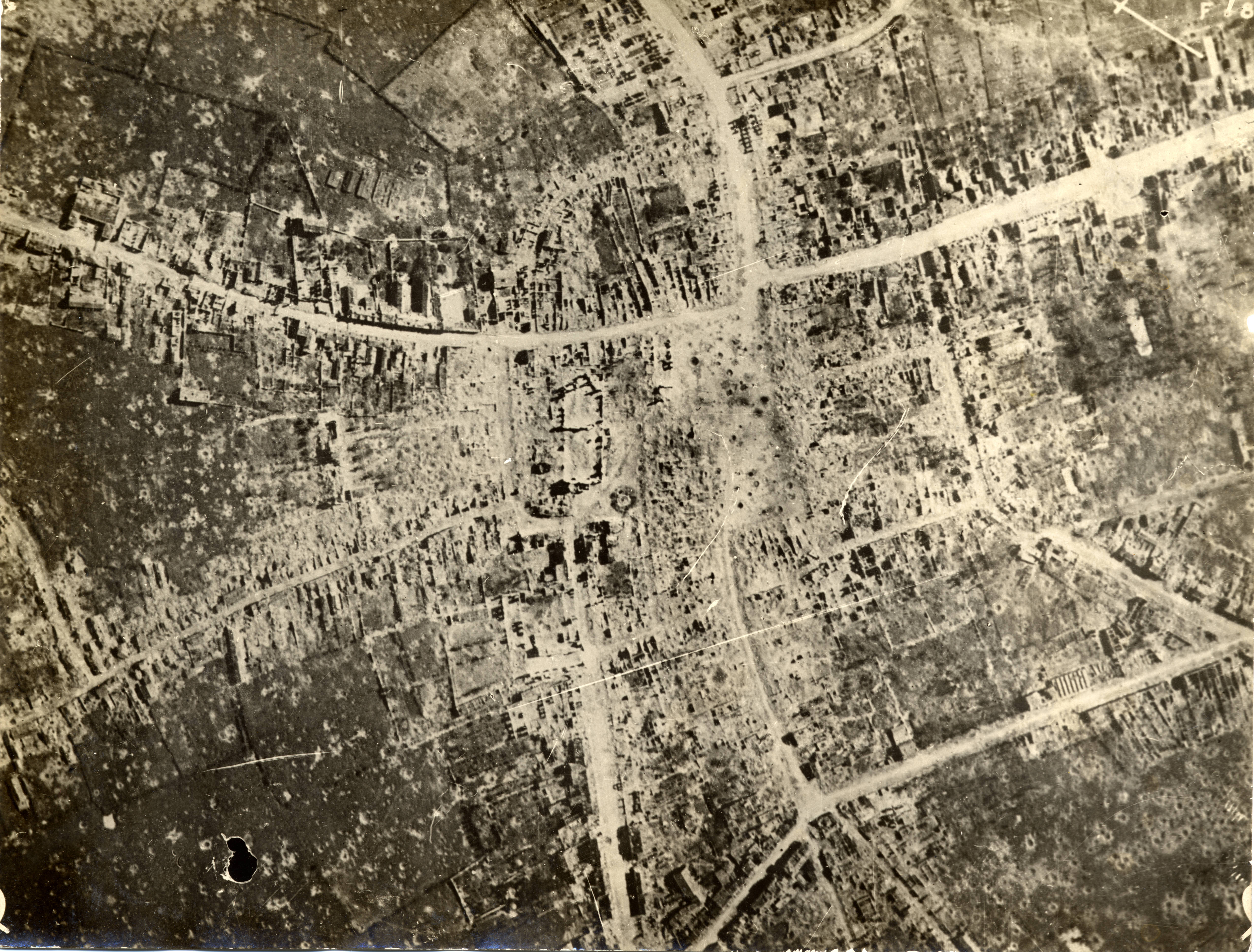
一战期间被轰炸以后的巴约勒卫星图

巴约勒历史悠久，当地近现代的考古发掘结果证明这一地区在新石器时期就已出现人类活动。中世纪时，巴约勒长期为佛兰德伯国的一处领地，当地的领主起源尚不清楚，约公元十世纪，阿鲁尔·德格拉米纳（Arnoul de Gramines）建立了巴约勒家族。1369年，佛兰德女爵玛格丽特与勃艮第公爵菲利普二世通婚，包括巴约勒在内的佛兰德伯国大片区域成为勃艮第大公国的一部分。15世纪末勃艮第王位继承战争后，根据《阿拉斯条约》，巴约勒及附近区域得以继续归属佛兰德，后成为西屬尼德蘭的一部分。八十年战争期间，巴约勒遭到多次破坏，战争末期又遭遇饥荒，最终造成当地超过三千居民身亡。1678年，根据《奈梅亨条约》，巴约勒所属的西佛兰德地区被法兰西王国继承。17世纪时，巴约勒成为一个区域性的商业贸易中心，当地出产的纺织品及瓷器因价格低廉而吸引了大批商人。法国大革命后，巴约勒成为北部省的一个市镇。工业革命期间，连接里尔和加来的铁路建成运行，该铁路在工业革命后期成为北部-加来海峡及洛林-阿尔卑斯矿区重要的出海通道。第一次世界大战期间，巴约勒被普鲁士军队占领，联军在1918年的解放战争期间对当地的残余势力进行了猛烈的清剿，造成当地遭遇毁灭性破坏，人口数量减少了一半，全城最终仅剩一间完整的建筑，战后，巴约勒获得了法国政府颁发的战争十字徽章，其附近区域建立了防御工事。二战时期，巴约勒再次遭到破坏。20世纪末，巴约勒城市略有发展，随着里尔城市圈的扩张，高速公路的建成和通勤列车的开行，巴约勒逐渐成为里尔的一座远郊卫星城。

## 地理

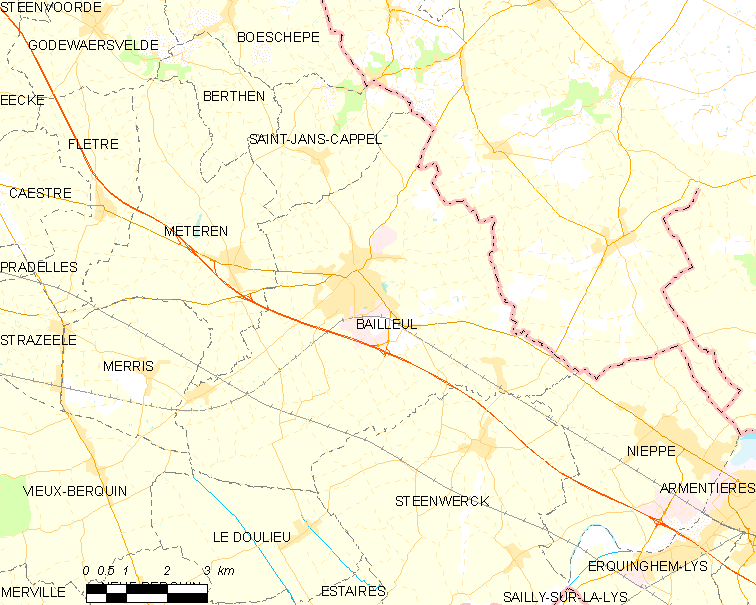
巴约勒市镇范围地图

巴约勒位于法国北部，上法兰西大区北部和北部省中北部，距离省会里尔大约29公里。与巴约勒接壤的市镇包括：圣让斯卡佩勒、斯滕韦克、旧贝尔坎、勒杜略、梅里斯、梅特伦、涅普。

### 地形
巴约勒位于法国北部低地平原，境内以平原为主，东部略有起伏，市镇中心地势较为平坦，全境海拔在14到86米之间。

### 水文
巴约勒属于利斯河流域，其境内有多条溪流，东部还有两处堰塘并被开辟为绿地公园。

### 植被
巴约勒属于温带落叶林区，市区东部的奥诺雷·德克莱克公园（Parc Honoré Declerck）是当地主要的城市绿地等，另市镇范围东北部建有巴约勒国家植物观测中心。
在鲜花城市的评比中，巴约勒被评为2星级鲜花城市。

### 气候
巴约勒在柯本气候分类法中属于温带海洋性气候。
距离巴约勒最近的常年气象站位于里尔机场，以下为该气象站的数据：
| 里尔1981年－2019年  | 里尔1981年－2019年 | 里尔1981年－2019年 | 里尔1981年－2019年 | 里尔1981年－2019年 | 里尔1981年－2019年 | 里尔1981年－2019年 | 里尔1981年－2019年 | 里尔1981年－2019年 | 里尔1981年－2019年 | 里尔1981年－2019年 | 里尔1981年－2019年 | 里尔1981年－2019年 | 里尔1981年－2019年 |
| 月份                | 1月                | 2月                | 3月                | 4月                | 5月                | 6月                | 7月                | 8月                | 9月                | 10月               | 11月               | 12月               | 全年               |
| ------------------- | ------------------ | ------------------ | ------------------ | ------------------ | ------------------ | ------------------ | ------------------ | ------------------ | ------------------ | ------------------ | ------------------ | ------------------ | ------------------ |
| 历史最高温 °C（°F） | 15.2 (59.4)        | 19 (66)            | 22.7 (72.9)        | 27.9 (82.2)        | 31.7 (89.1)        | 34.8 (94.6)        | 41.5 (106.7)       | 36.6 (97.9)        | 33.8 (92.8)        | 27.8 (82.0)        | 20.3 (68.5)        | 20 (68)            | 41.5 (106.7)       |
| 平均高温 °C（°F）   | 6 (43)             | 6.9 (44.4)         | 10.6 (51.1)        | 14.1 (57.4)        | 17.9 (64.2)        | 20.6 (69.1)        | 23.3 (73.9)        | 23.3 (73.9)        | 19.7 (67.5)        | 15.2 (59.4)        | 9.8 (49.6)         | 6.4 (43.5)         | 14.5 (58.1)        |
| 日均气温 °C（°F）   | 3.6 (38.5)         | 4.1 (39.4)         | 7.1 (44.8)         | 9.7 (49.5)         | 13.4 (56.1)        | 16.2 (61.2)        | 18.6 (65.5)        | 18.4 (65.1)        | 15.4 (59.7)        | 11.6 (52.9)        | 7.1 (44.8)         | 4.2 (39.6)         | 10.8 (51.4)        |
| 平均低温 °C（°F）   | 1.2 (34.2)         | 1.3 (34.3)         | 3.6 (38.5)         | 5.4 (41.7)         | 8.9 (48.0)         | 11.7 (53.1)        | 13.8 (56.8)        | 13.6 (56.5)        | 11.2 (52.2)        | 8.1 (46.6)         | 4.4 (39.9)         | 1.9 (35.4)         | 7.1 (44.8)         |
| 历史最低温 °C（°F） | −19.5 (−3.1)       | −17.8 (0.0)        | −10.5 (13.1)       | −4.7 (23.5)        | −2.3 (27.9)        | 0 (32)             | 3.4 (38.1)         | 3.9 (39.0)         | 1 (34)             | −4.4 (24.1)        | −7.8 (18.0)        | −17.3 (0.9)        | −19.5 (−3.1)       |
| 平均降水量 mm（）   | 60.5 (2.38)        | 47.4 (1.87)        | 58.3 (2.30)        | 50.7 (2.00)        | 64 (2.5)           | 64.6 (2.54)        | 68.5 (2.70)        | 62.8 (2.47)        | 61.6 (2.43)        | 66.2 (2.61)        | 70.1 (2.76)        | 67.8 (2.67)        | 742.5 (29.23)      |
| 月均日照時數        | 65.5               | 70.7               | 121.1              | 172.2              | 193.9              | 206                | 211.3              | 199.5              | 151.9              | 114.4              | 61.4               | 49.6               | 1,617.5            |
| 来源：infoclimat.fr |                    |                    |                    |                    |                    |                    |                    |                    |                    |                    |                    |                    |                    |

## 行政区划
巴约勒是法国上法兰西大区北部省的一个市镇，编号为59043。巴约勒隶属于敦刻尔克区和北部省第十五选区，管理巴约勒县，同时也是内佛兰德市镇公共社区的组成部分。
法国国家统计与经济研究所（简称）在进行数据统计时，将巴约勒及相邻的另外9个市镇设为阿尔芒蒂耶尔城市核心区以及阿尔芒蒂耶尔城市区。自2020年起，阿尔芒蒂耶尔城市区划入包含201个市镇的里尔城市辐射区。此外，还将巴约勒市镇分为了5个“块区”（IRIS），以便于统计人口分布情况。

## 交通

### 公路
A25高速公路经过巴约勒市区南部，可通过10号出入口连接市区；此外多条北部省省道在巴约勒境内交汇。
上法兰西大区下属的北部省城际客运提供途径巴约勒的108线、109线、130线和131线，可前往里尔、阿尔芒蒂耶尔、阿兹布鲁克、梅维尔、布斯凯普等地以及巴约勒周边的部分市镇。
2017年，80.4%的巴约勒家庭拥有至少一辆私人汽车。2019年，巴约勒境内共发生各类交通事故13起，造成5人遇难，9人受伤。

### 铁路
巴约勒位于里尔－莱丰蒂内特铁路上。巴约勒站位于市区中南部，老城区以南，该站停靠往返于里尔和敦刻尔克以及加来一线的区域列车。

### 航空
距离巴约勒最近的民用航空站为里尔机场，距离巴约勒市中心的公路里程约37公里。

### 城市公共交通
截至2021年5月，巴约勒暂无城市公共交通系统。

## 政治
巴约勒的现任市长为安东尼·戈蒂埃先生，他是一名无党派人士，在2020年的市政选举中获得了50.3%的支持率。
在2017年的法国总统大选中，法国第25任总统埃马纽埃尔·马克龙在巴约勒获得了56.3%的支持率。
| 巴约勒历届市长 |                                  |                   |
| 任期           | 市长                             | 党派              |
| 1944年－1947年 | Jean Hié 让·耶                   | CR共和中心        |
| 1947年－1953年 | Ferdinand Cortyl 费尔迪南·科蒂尔 | DVD右翼无党派人士 |
| 1953年－1977年 | Joseph Legrand 约瑟夫·勒格朗     | 不详              |
| 1977年－2006年 | Jean Delobel 让·德洛贝尔         | PS社会党          |
| 2006年－2014年 | Michel Gilloen 米歇尔·吉洛恩     | PS社会党          |
| 2014年－2020年 | Marc Repaire 马克·勒派尔         | 無黨籍            |

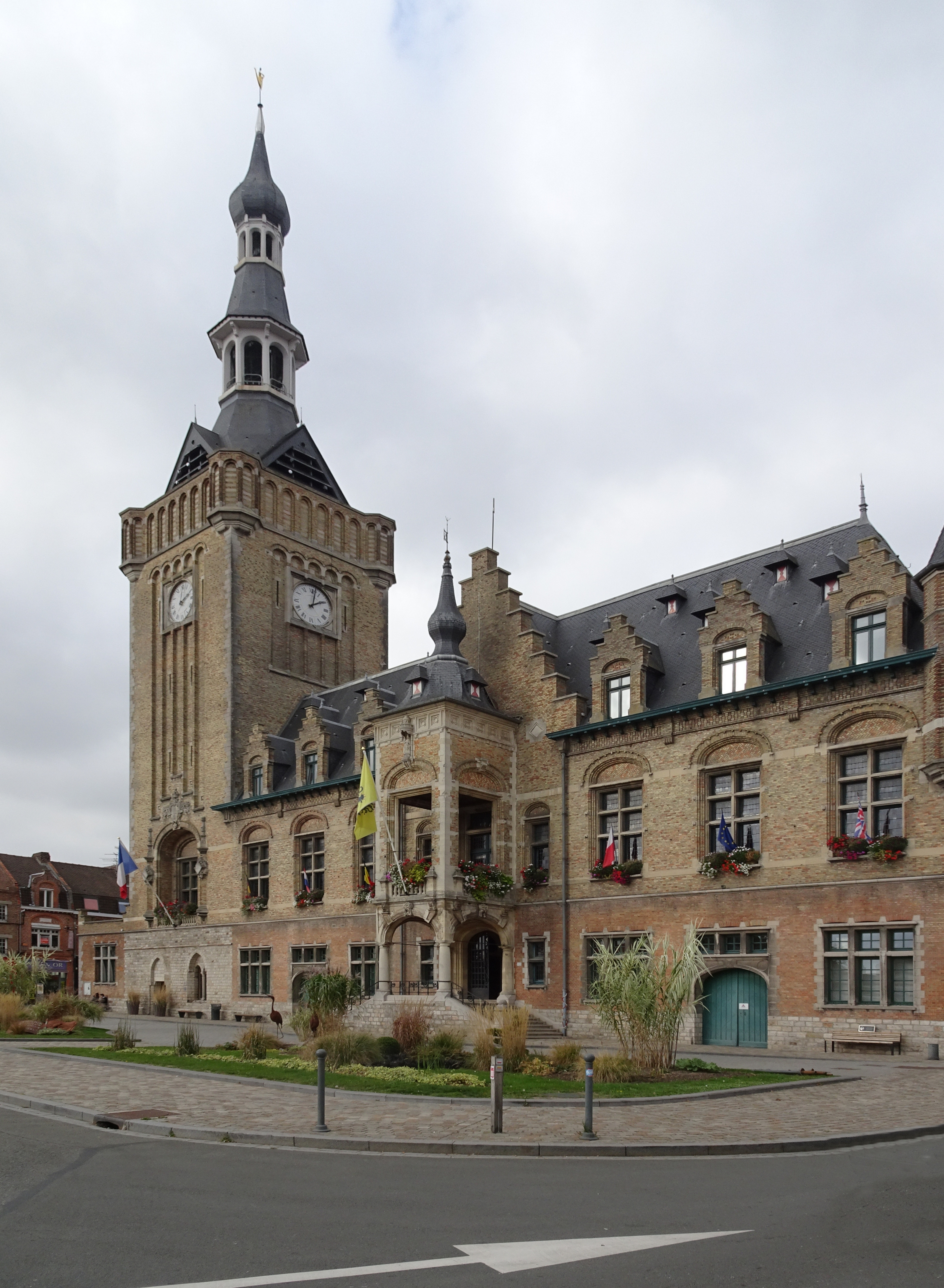
巴约勒市政厅

| 2020年－       | Antony Gautier 安东尼·戈蒂埃     | 無黨籍            |

## 人口
2018年，巴约勒市镇人口数量为15,019，在法国排名第639位。其中男性7,056人，女性7,713人，75岁及以上人口占8.7%，外籍人口数量为3,100人，人口密度为346人/平方公里，当地居民被称为（男性）或（女性）。2019年，巴约勒境内出生152人，死亡人口142人。
| 年份   | 1936   | 1946   | 1954   | 1962   | 1968   | 1975   | 1982   | 1990   | 1999   | 2006   | 2011   | 2016   | 2018   |
| ------ | ------ | ------ | ------ | ------ | ------ | ------ | ------ | ------ | ------ | ------ | ------ | ------ | ------ |
| 人口數 | 10,928 | 11,352 | 11,964 | 12,583 | 13,077 | 13,474 | 13,400 | 13,847 | 14,146 | 13,616 | 14,517 | 14,467 | 15,019 |

## 经济
巴约勒是一个区域性的中心城市，当地共有各类用人单位1,715家，平均历史为16年，其中98.77%为中小型企业（PME）。（大型零售）、（工业纺织品生产）及（纺织品销售）是当地2019年营业额最高的三个企业，分别为86,439,228欧元、51,354,665欧元和40,367,536欧元。

## 财政收入
2019年，巴约勒的财政收入总额为15,241,300欧元，财政支出总额为15,825,200欧元，当年的债务总额为3,556,930欧元。2020年，巴约勒共获得3,915,201欧元的国家财政补助，比上一年增加了0.03%。
2017年，巴约勒的人均月收入总额为2,063欧元，其中高级职员为3,370欧元，低于法国平均水平（4,214欧元）；中级职员为2,272欧元，低于法国平均水平（2,353欧元）；普通职员为1,625欧元，亦低于法国平均水平（1,690欧元）。
2017年，巴约勒境内的青壮年（15至64岁）失业率为13.1%，当地50.6%的家庭拥有纳税资格，平均纳税2,676欧元，低于法国平均水平（3,888欧元）。

## 社会事务

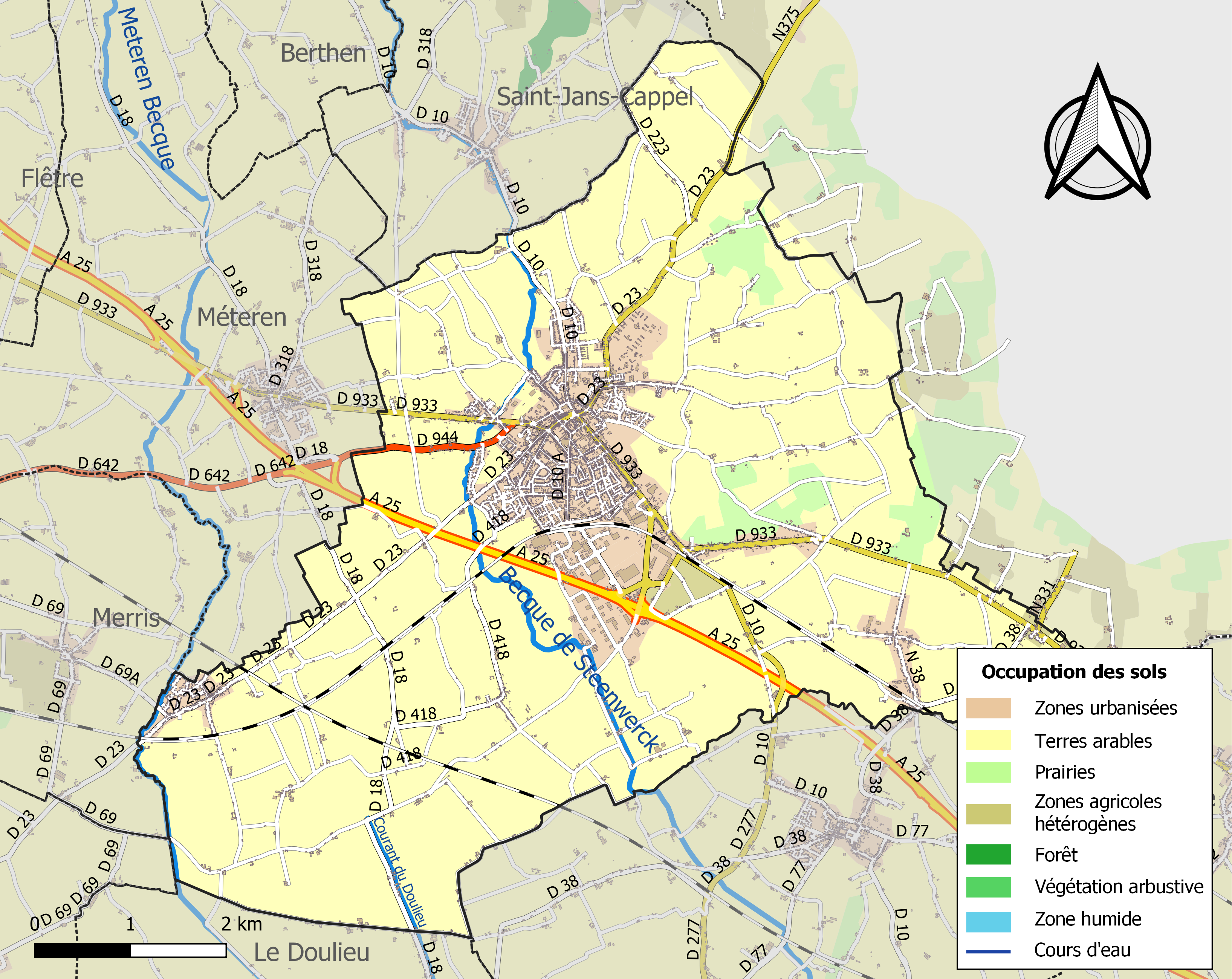
巴约勒土地利用情况地图

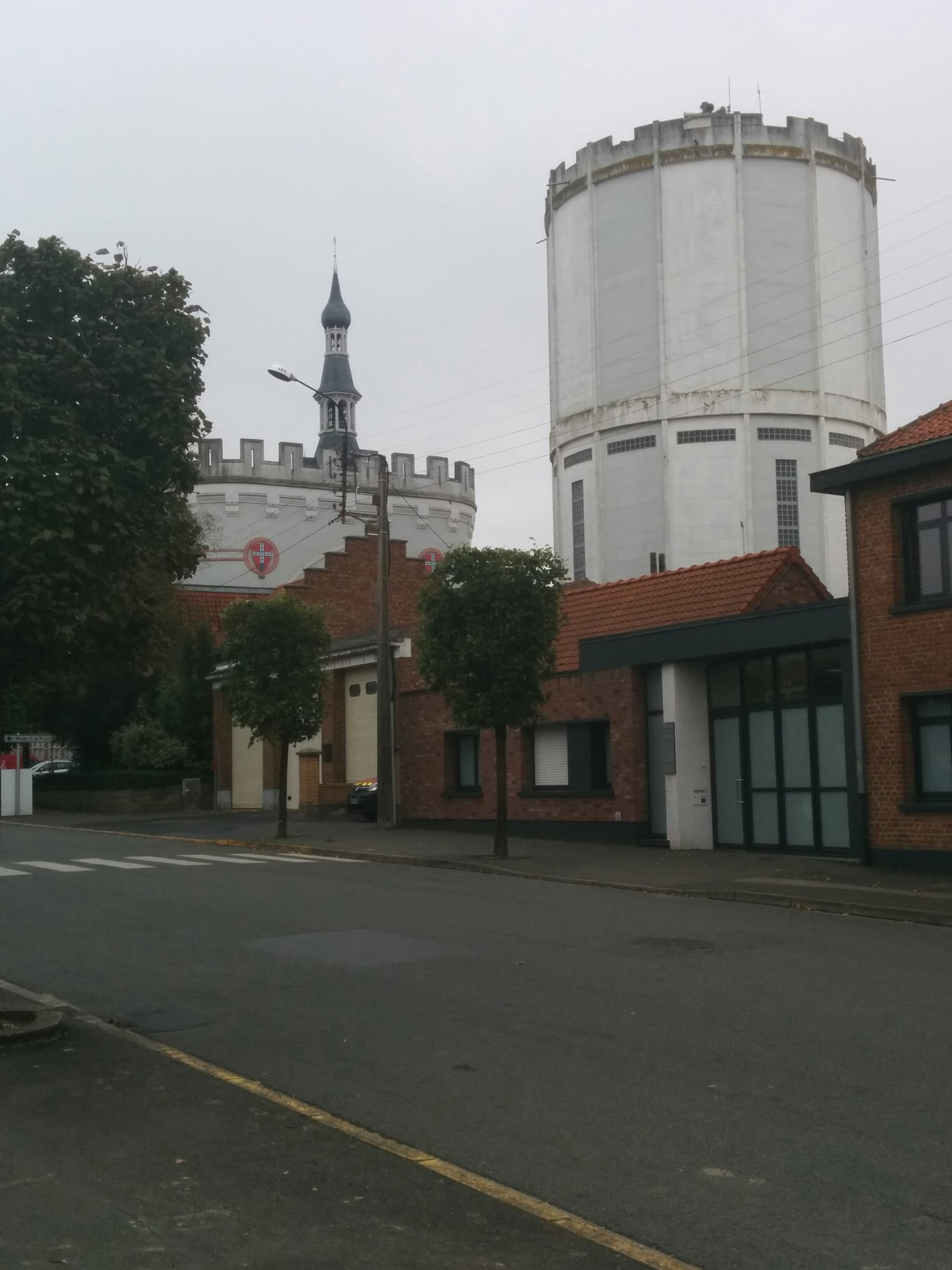
巴约勒街头

### 教育
巴约勒属于里尔学区。截止2019年1月1日，巴约勒境内共有1所幼儿园、8所小学、2所初级中学和1所职业高中。2018至2019学年度，巴约勒境内共有在校中等教育阶段学生1,556名。

### 医疗
截止2019年1月1日，巴约勒境内共有全科医生19名、保健师22名、牙医15名、护士20名、眼科医生2名、皮肤科医生1名、助产士3名和妇科医生2名。境内共有药房6家、养老院3家、残疾人帮扶中心3家。
巴约勒中心医院（Centre Hospitalier de Bailleul）是法国的一个区域性医疗机构，其主病区位于巴约勒市区，设有床位54个，另有一家含有205个床位的老年康复中心，是当地规模最大的公立综合性医院。

### 住房
2017年，巴约勒境内共有各类住房6,789套，其中73.5%为独立式居民区，25.4%为集中式居民区。常住房屋占巴约勒市镇范围内居民建筑总量的93.1%。
在住房保障政策方面，2017年，巴约勒境内共有1,199户家庭获得了住房经济补助，受益人数占总人口数量的8.1%，其中1,154份为房租补助。

### 商业
2019年，巴约勒境内共有各类实体商铺294家，其中餐厅27家、大型超市7家、面包房11家、肉铺6家、书店2家、装饰品店5家、银行门店9家、美容美发店23家、汽车维修店21家。市区东南部建有开放式商业街区，有迪卡侬、Intermarché等大型商场。

### 体育
2019年，巴约勒境内共有1家游泳池、3间体育馆、5处网球场、3处马术场、7处足球或橄榄球场以及2处篮球或排球场。
截至2021年5月，巴约勒境内共有6家注册足球俱乐部，其中包括一支五人制足球队。

### 环境
巴约勒的环境事务由其所属的公共社区负责。2019年，巴约勒境内共有2家污染企业。

### 治安
2019年，巴约勒市镇范围内共有1处派出所和1处宪兵队。
2014年，巴约勒及附近地区共发生各类案件51,407起，其中盗窃类案件34,037起，经济类案件3,945起，毒品交易类案件2,932起。

## 文化
2019年，巴约勒境内共有1家电影院和1家博物馆。巴约勒市政府提供多媒体中心，向公众全年开放。

### 建筑
巴约勒境内有多处历史建筑，其中圣瓦斯特教堂、市政厅等为法国国家文物保护单位。

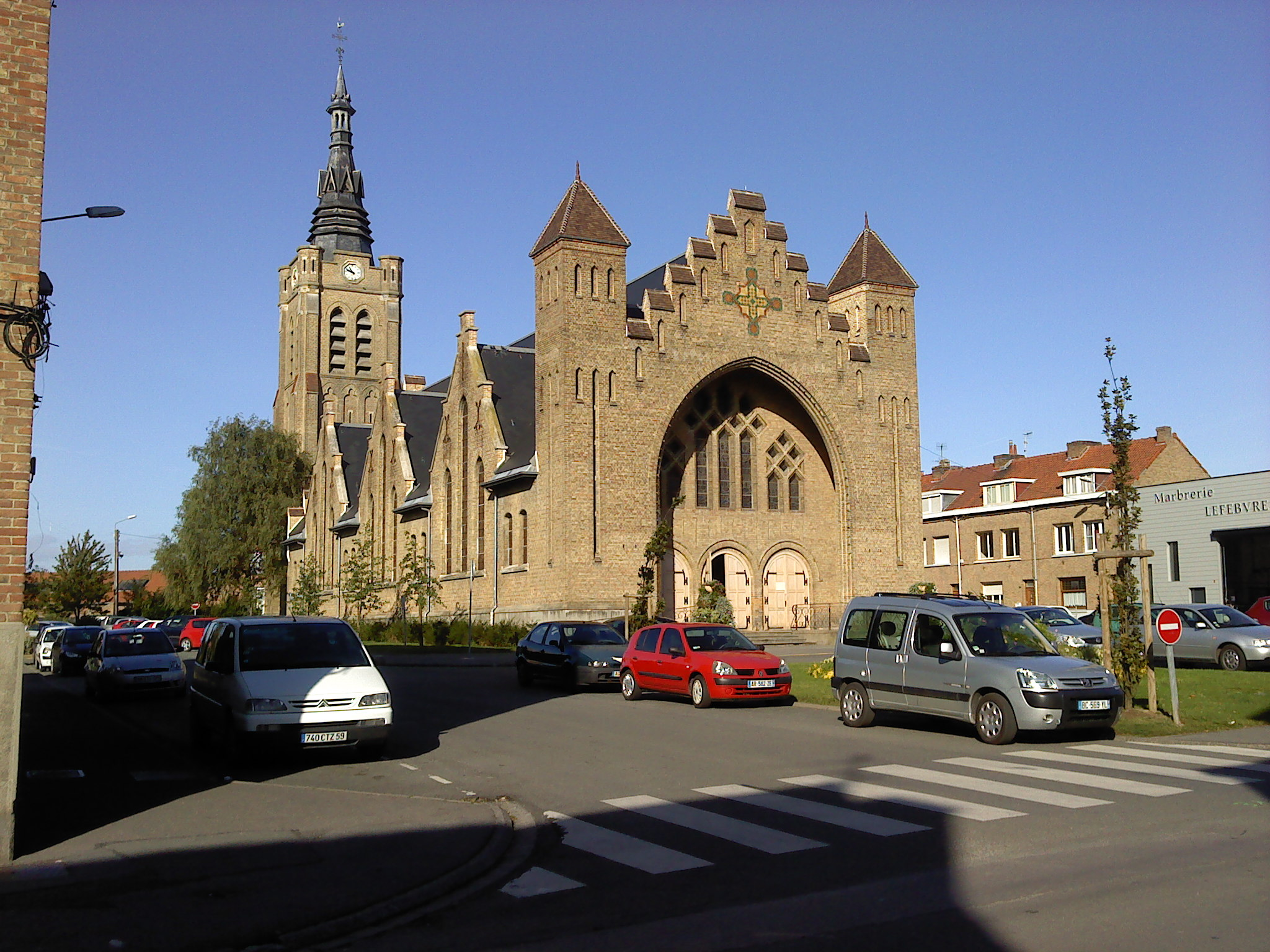
圣阿尔芒教堂（荷兰语：Sint-Amandskerk (Belle)）
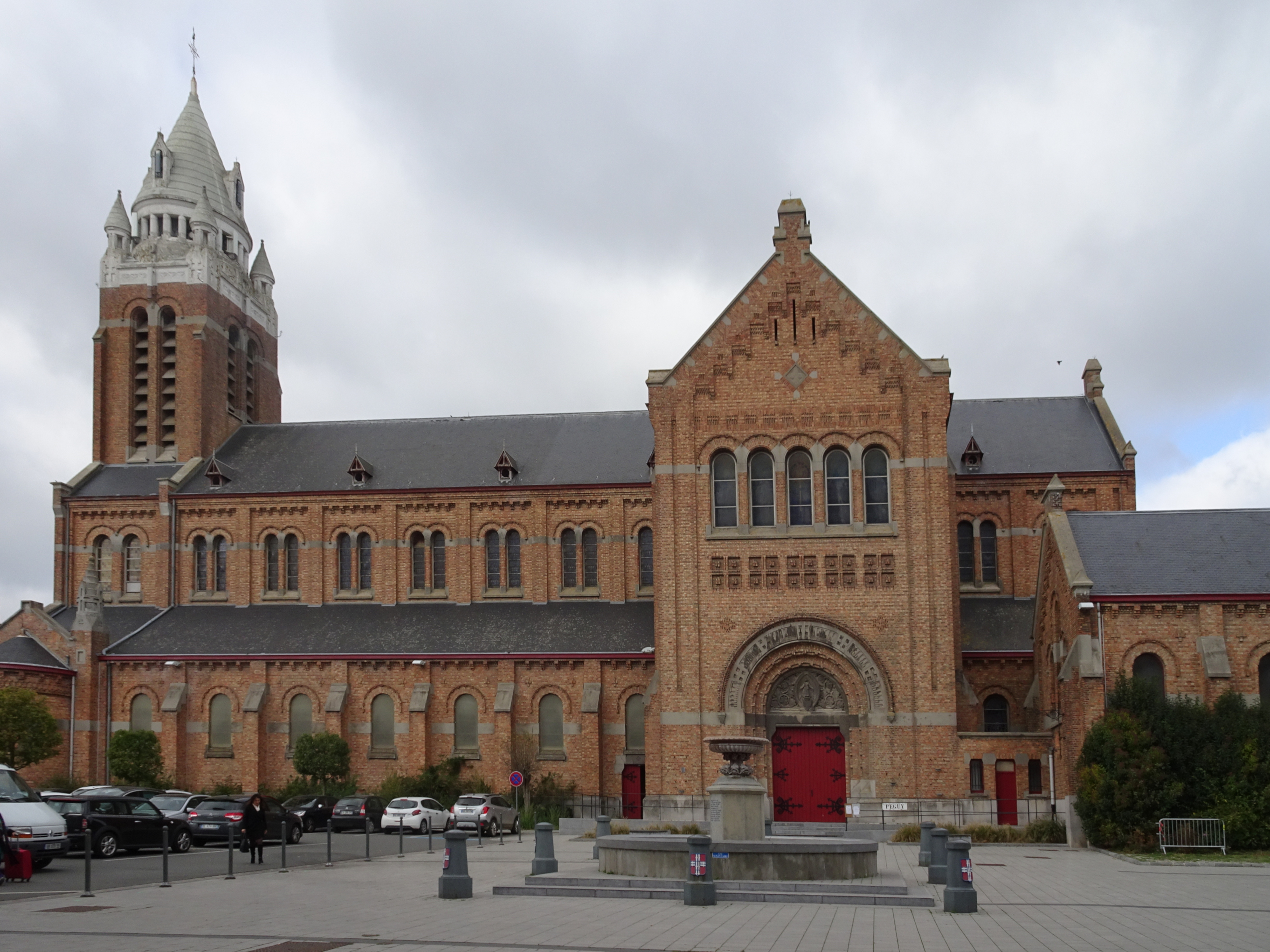
圣瓦斯特教堂（荷兰语：Sint-Vaastkerk (Belle)）
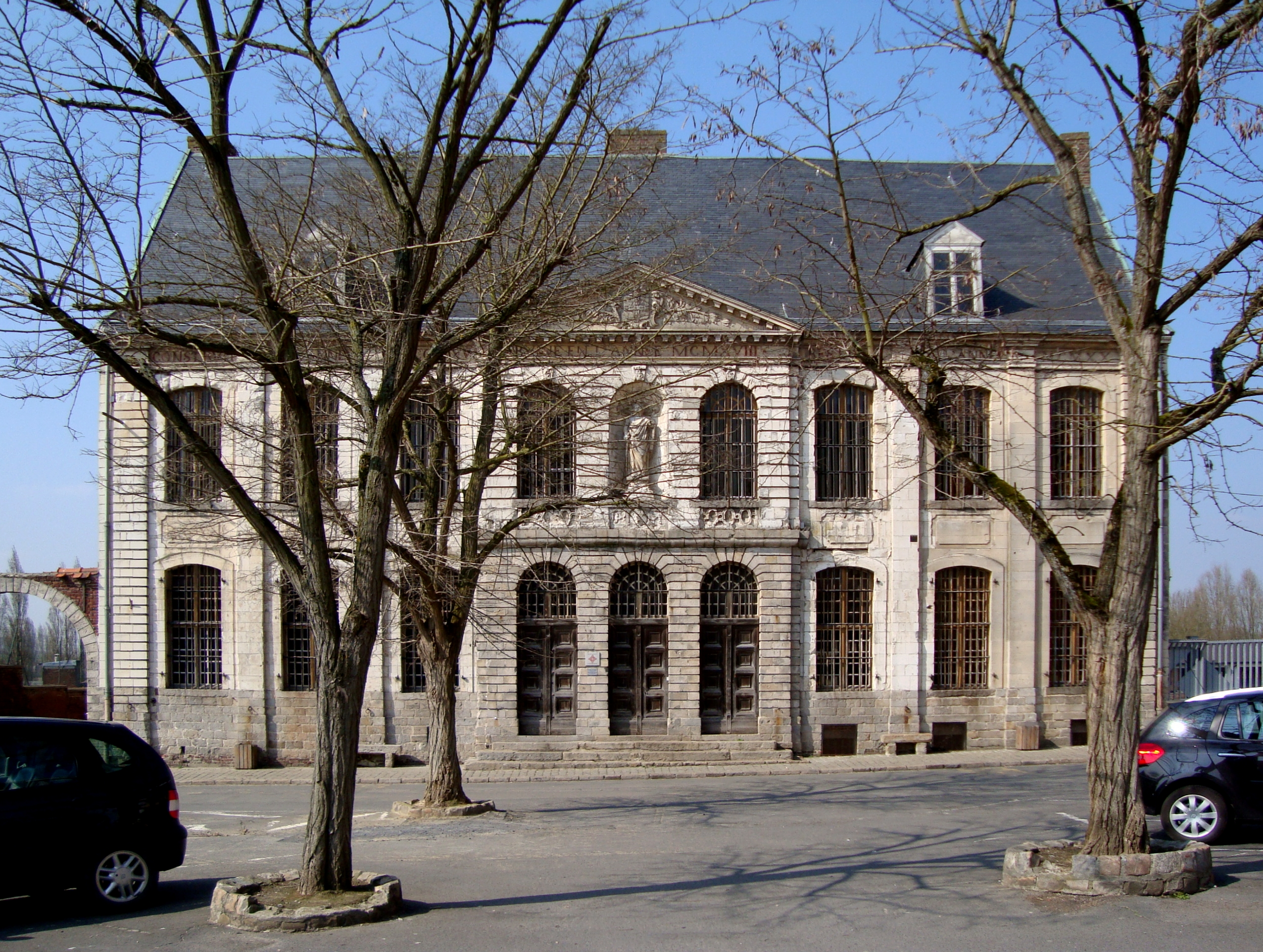
审判法院
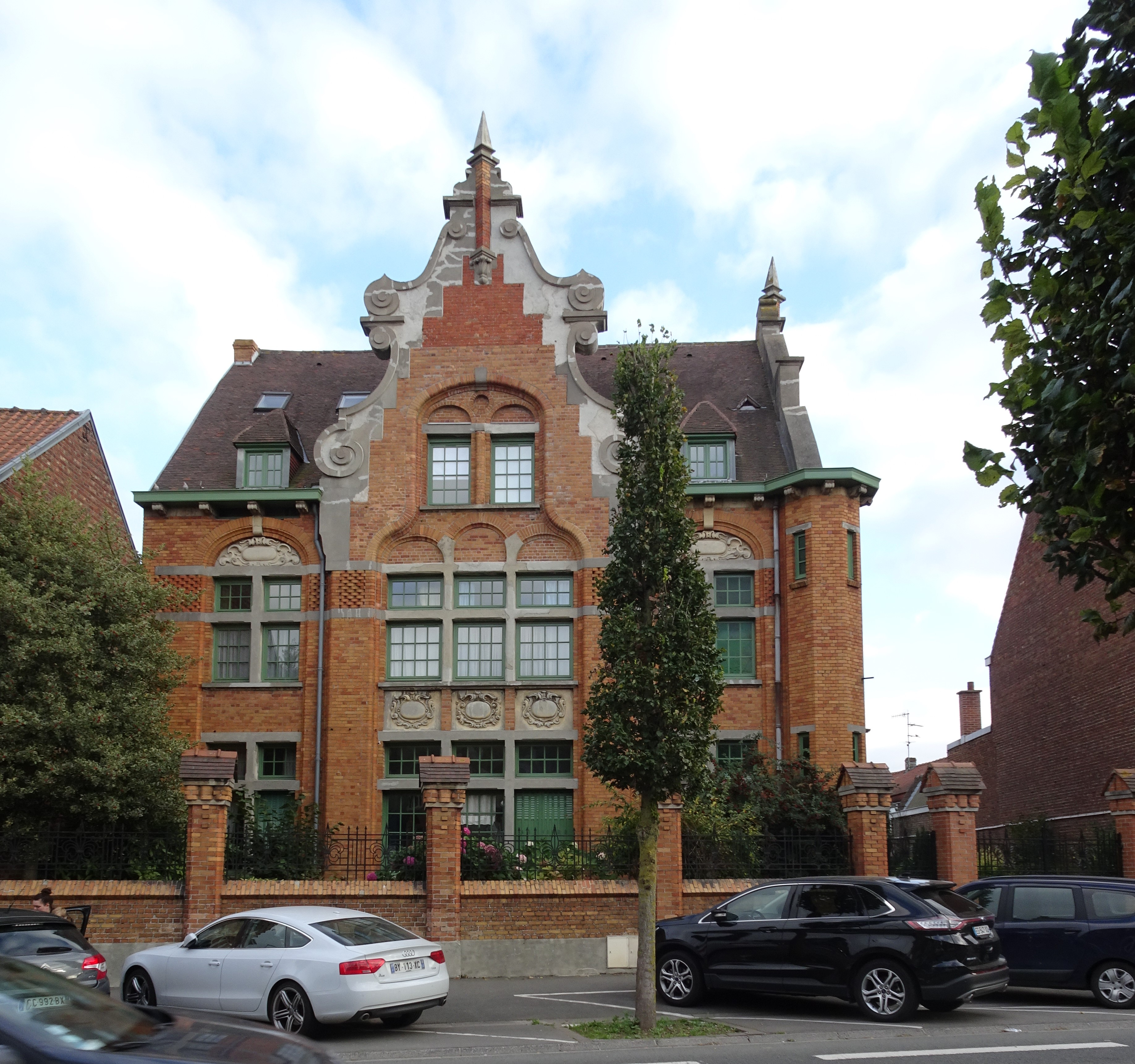
市政图书馆
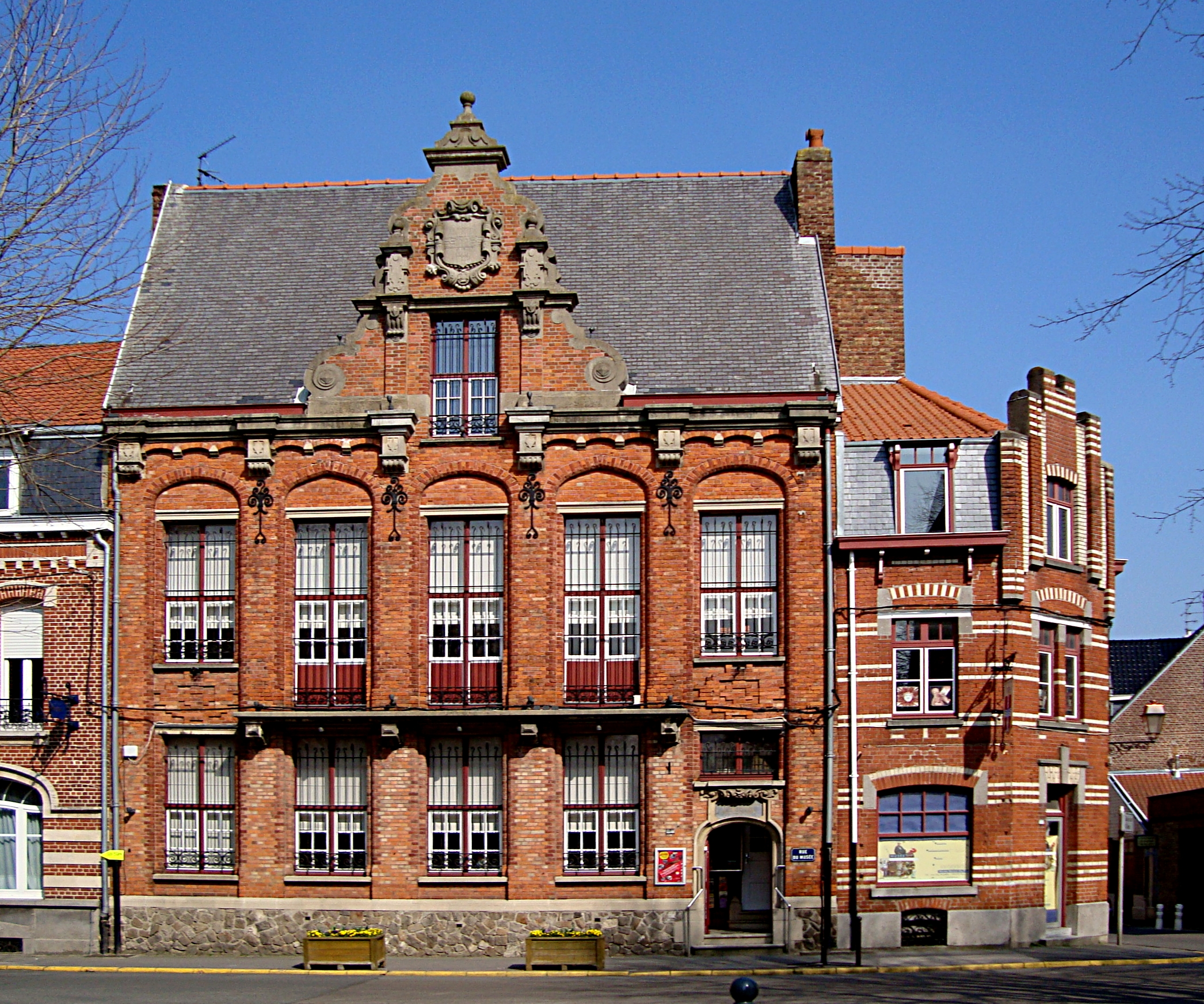
市政博物馆
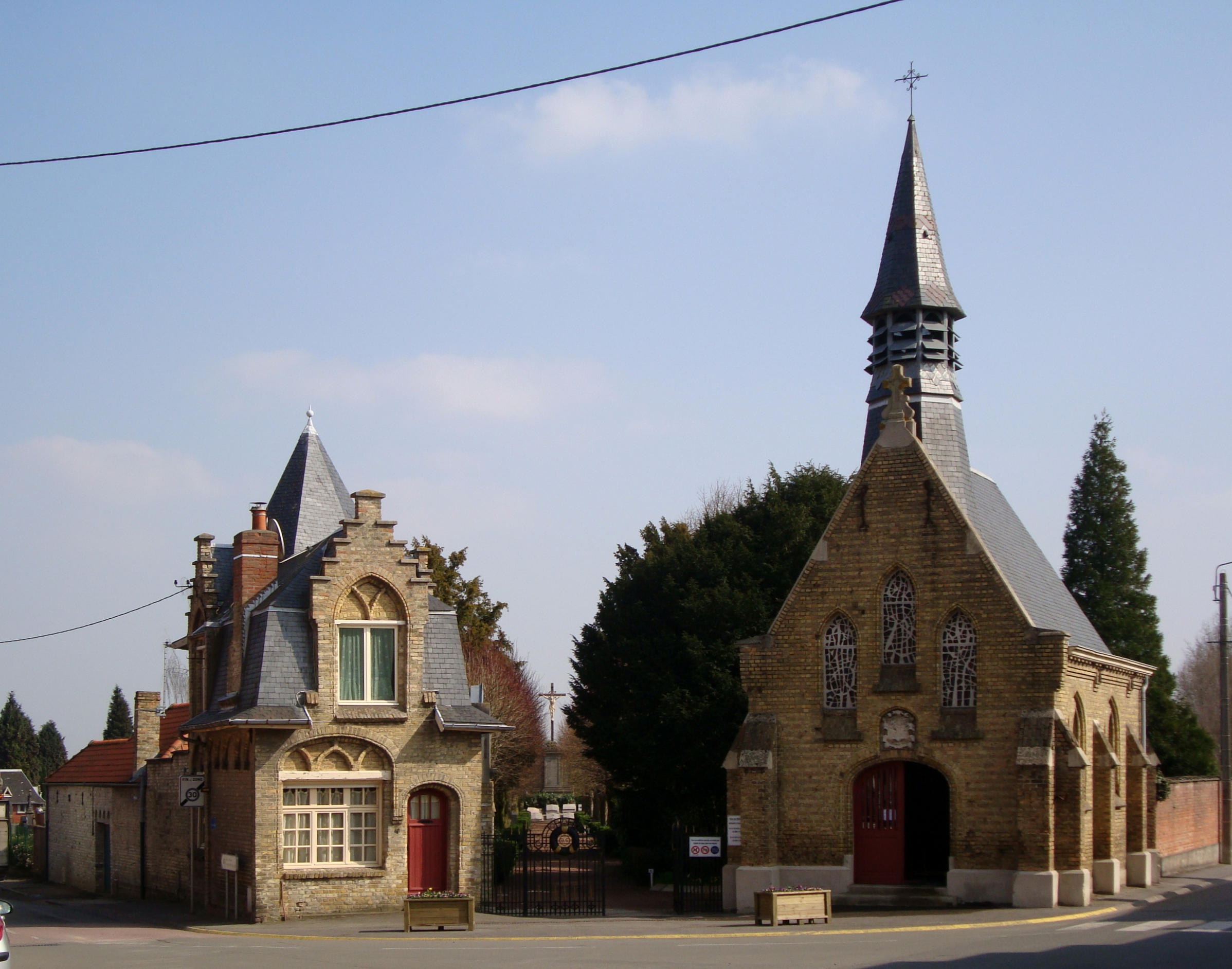
市政公墓
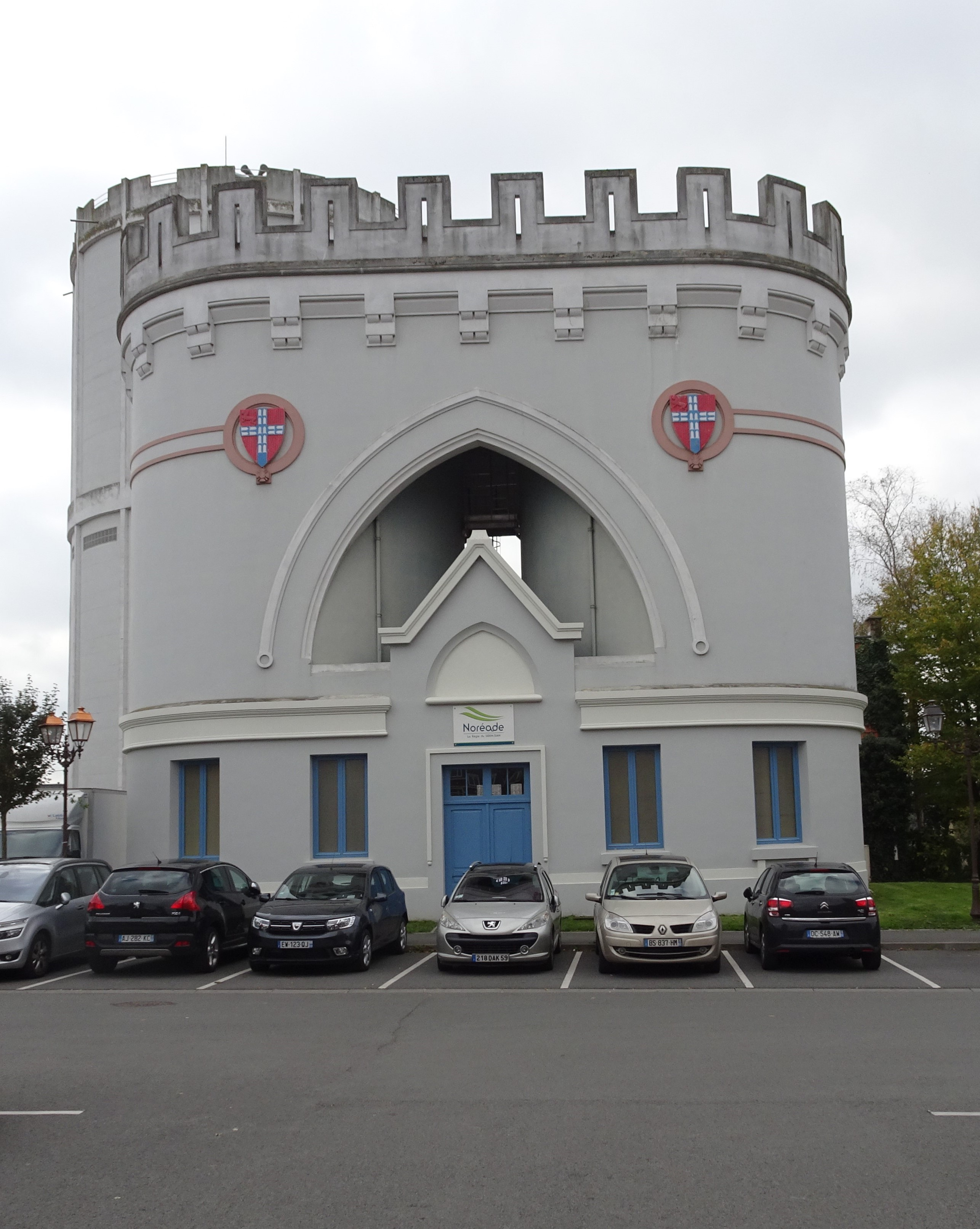
水塔

### 旅游
巴约勒的旅游事务由其所属的公共社区负责。2020年，巴约勒境内共有3家酒店共计57间房间；另有1个露营地，可容纳共33辆露营车。

### 媒体
法国主要的媒体均可在巴约勒接收，法国电视三台下属的上法兰西大区频道在部分时段播出巴约勒所属区域的地方新闻。

## 相关人物
法国植物学家菲利普·范蒂盖姆和导演布魯諾·杜蒙出生于巴约勒。

## 友好城市
截至2021年5月，巴约勒共与五座城市互为友好城市关系：
- 德国 韦尔讷
- 德国 屈里茨
- 西班牙 伊泽海姆
- 苏格兰 霍伊克
- 波蘭 瓦烏奇